# Черният параклис
„Черният параклис“ (на немски: Geheimaktion Schwarze Kapelle) е политически трилър от 1959 година на режисьора Ралф Хабиб с участието на Петер Ван Айк, Даун Адамс и Ернст Шрьодер, екранизация на романа „Черният параклис“ на Олаф Херфелдт. Филмът е копродукция на ФРГ, Франция и Италия.

## Сюжет
В зората на Втората световна война група немски генерали, със съдействието на британското контраразузнаване, организира план за отстраняването на Хитлер...

## В ролите
- Петер Ван Айк като Робърт Голдър
- Даун Адамс като Тила Търнър
- Ернст Шрьодер като Джулиан Хофман
- Вернер Хинц като генерал-полковника
- Вернер Петерс като Хайнрих Химлер
- Франко Фабрици като граф Емануеле Роси
- Джино Черви като полицейския префект Ферати
- Инкен Детер като Елза
- Марко Джулиелми като отец Орландо
- Гюнтер Майснер като убиеца
- Рози Мазакурати като графиня Додо Вентура
- Херберт Вилк като полковник Хорстер
- Ролф Мьобиус като адютанта
- Морис Марзак като британският посланик[2]